# Западный нефтегазоносный регион Украины

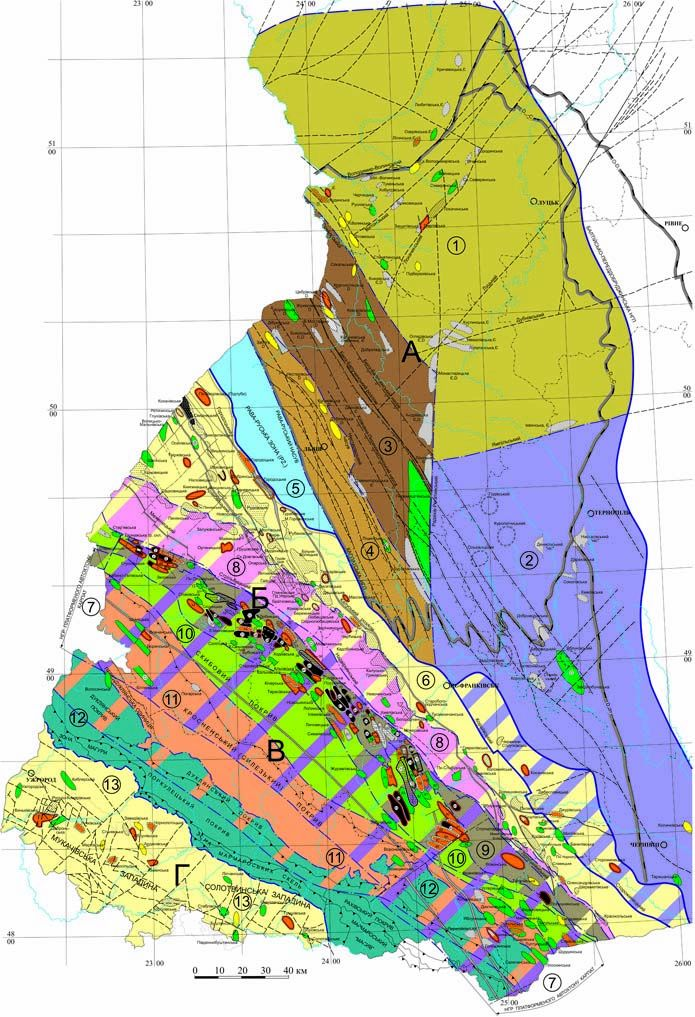
Регион

За́падный нефтегазоно́сный регио́н Украи́ны (укр. Західний нафтогазоносний регіон України) — нефтегазоносный регион на Украине, расположенный на территории Закарпатской, Львовской, Ивано-Франковской, Черновицкой, Винницкой, Тернопольской и Ровненской областей.

## Характеристика
Включает Волынско-Подольскую нефтегазоносную область, Карпатскую нефтегазоносную область, Закарпатскую газоносную область и Передкарпатскую нефтегазоносную область. Количество месторождений: регион — 91 (21 нефтяное, 4 нефтегазовые, 6 нефтегазоконденсатные, 44 газовые, 6 газоконденсатные), Волынско-Подольская область — 2, Передкарпатская область — 83, Карпатская — 2, Закарпатская — 4. Передкарпатская область имеет два района: Бильче-Волыцкий нефтегазоносный район и Бориславско-Покутский нефтегазоносный район.